# Kyoko Kuroda
Kyoko Kuroda (黒田 今日子, Kuroda Kyōko, 8 mei 1969) is een voormalig Japans voetbalster.

## Carrière
Kuroda speelde voor onder meer Prima Ham FC Kunoichi.
Zij nam met het Japans vrouwenvoetbalelftal deel aan de Wereldkampioenschappen vrouwenvoetbal in 1991. Japan werd uitgeschakeld in de groepsfase met Brazilië, Zweden en de Verenigde Staten. Daar stond zij  opgesteld in alle drie de wedstrijden van Japan.

## Statistieken
| Japans vrouwenvoetbalelftal | Japans vrouwenvoetbalelftal | Japans vrouwenvoetbalelftal |
| Jaar                        | Wed.                        | Dlp.                        |
| --------------------------- | --------------------------- | --------------------------- |
| 1989                        | 4                           | 6                           |
| 1990                        | 2                           | 1                           |
| 1991                        | 11                          | 0                           |
| 1992                        | 0                           | 0                           |
| 1993                        | 0                           | 0                           |
| 1994                        | 4                           | 0                           |
| Totaal                      | 21                          | 7                           |